# 16198 Бузіос
16198 Бузіос (16198 Búzios) — астероїд головного поясу, відкритий 7 січня 2000 року.
Тіссеранів параметр щодо Юпітера — 3,376.